# Чезсоча
Чезсоча (словен. Čezsoča) — поселення в общині Бовець, Регіон Горишка, Словенія. Висота над рівнем моря: 460 м. Його широкі береги річки Соча і його близькість до міста Бовець робить його популярним серед відвідувачів.